# Diane Rodríguez
Diane Marie Rodríguez Zambrano (Guayaquil, Ecuador; 16 de marzo de 1982) es una defensora de los derechos humanos, cuya lucha se enfoca a favor de la comunidad LGBT. En el 2017 fue elegida como la primera asambleísta alterna trans a la Asamblea Nacional de Ecuador. Ha ocupado además los cargos de presidenta en la Asociación Silueta X y presidenta en la Federación Ecuatoriana de Organizaciones LGBTI, dedicadas a la defensa de los intereses de la comunidad de gais, lesbianas, bisexuales, transgéneros e intersexo. En marzo de 2019 creó la primera Cámara LGBT de Comercio Ecuador y en octubre de ese mismo año el primer Centro Psico Trans.

## Biografía
Nació el 16 de marzo de 1982 en Guayaquil mudándose a corta edad al cantón de Duran. A los 16 años de edad al asumirse como transgénero su padrastro, después de un fuerte altercado la expulsó del hogar. Se dedicó a la prostitución para poder sobrevivir y tras volver al hogar gracias a su madre, intentaron deshomosexualizarla. La supuesta cura no tuvo ningún efecto y por el contrario empezó el activismo juvenil.
Inició su vida en el activismo a los 18 años en varias fundaciones. En el año 2000, junto a otros activistas y grupos juveniles, participó en la creación de la primera propuesta de ley de la juventud. Varios años después, en el 2009 demandó al Registro Civil para cambiar sus nombres del masculino, «Luis Benedicto» al femenino, «Diane Marie».
Durante las elecciones legislativas de febrero del 2013, se convirtió en la primera candidata abiertamente transexual en postularse a un cargo de elección popular en Ecuador. Sin embargo, no fue elegida.
Ante la reciente aprobación de la Unión de Hecho Homosexual en el año 2014 junto a otro trans, se convierten en la primera pareja en acceder a este derecho. La relación se disolvió al poco tiempo.
El 6 octubre del 2014, Rodríguez demandó al canal de televisión abierta Teleamazonas, ya que según la activista el programa cómico La pareja feliz, contenía sketches discriminatorios. La autoridad pública reguladora de contenidos televisivos reaccionó multando al canal y, tras dos multas, en noviembre del mismo año el programa de televisión se dejó de transmitir.
En enero del 2015 lanza el primer cuento infantil con temática transexual "Benedicto se siente niña", a base de sus vivencias infantiles y en memoria a la conmovedora nota suicida de la transgénero Leelah Alcorn. En septiembre de 2015, tras un diálogo nacional, es designada como la presidenta de la Federación Ecuatoriana de Organizaciones LGBT. Ese mismo año fue postulada como una de las cinco finalistas al premio Front Line Defenders.
En agosto del 2015, anunció a través de las redes sociales que su novio Fernando Machado, se encontraba en estado de gestación. La opinión internacional los catalogó como una de las primeras parejas transexuales en quedar embarazados. En marzo de 2016, intentan contraer matrimonio en Venezuela, pero son objeto de transfobia. En mayo de ese mismo año, nace su bebé de sexo masculino, quién nuevamente es objeto de críticas al haber sido concebido por métodos naturales. Cinco meses después, a través de la campaña Familias Diversas, lo inscriben con los nombres de Sununu Machado Rodríguez (Sununu significa "revolución del amor" en guaraní), haciendo uso de la nueva ley del registro Civil del Ecuador, figurando así Diane Rodríguez como su madre.
Es elegida a través de voto popular como la primera trans en llegar como alterna a la Asamblea Nacional del Ecuador, en mayo de 2017. Fue la asambleísta alterna de Carlos Vera Rodríguez. En enero de 2018 renuncia a su cargo como asesora en derechos humanos ante el Ministerio de Salud Pública de Ecuador, al no existir la consecución de políticas públicas del gobierno del presidente Lenin Moreno con las poblaciones LGBT. El 20 de enero de 2018 se desafilia del Movimiento político Alianza PAIS.

## Activismo social
En 2008, mientras trabajaba en el hotel Oro Verde de Guayaquil, fue despedida intempestivamente. Rodríguez inició un proceso legal contra el hotel por discriminación laboral.
La segunda batalla legal, se concreta a su favor, luego de varias regularizaciones internas del Registro Civil con la Defensoría del Pueblo en febrero del 2009, este resultado se convirtió en el primer precedente legal en materia identidad de género.
Finalizando el año 2012, a través de una acción de protección contra el registro civil, inicia otro proceso legal para exigir en esta ocasión el reconocimiento de su género femenino en el documento de identidad, patrocinada por la Defensoría del Pueblo. Sin embargo, meses posteriores le fue negado el recurso de amparo.
El 7 de mayo de 2011 se declaró en desobediencia civil al ser seleccionada por el CNE como 3.ª vocal de la junta #137 de varones y violentarse su derecho a la intimidad sexual y al libre desarrollo de su personalidad. En febrero del 2013 realiza el sufragio en la fila de varones. A pesar de ser la segunda ocasión en que el CNE no presta atención a sus reclamos, realizó el acto civil con el apoyo de un pronunciamiento a su favor del Defensor del Pueblo.

## Activismo político

### Candidatura
En octubre del 2012, en asamblea general de Ruptura 25, es postulada en las primarias como una posible candidata para la provincia del Guayas. Se cuestiona su inscripción al tener nombres femeninos y género masculino por parte del Consejo Nacional Electoral. Diane Rodríguez, llevó una campaña con los pocos recursos recibiendo apoyos externos como spots, videos etc. motivados por su activismo. Durante la campaña política, tuvo varios impases con el candidato presidencial y evangelista Pastor Nelson Zavala, quien en varias ocasiones descalificó su participación, desde su ideología conservadora.

### Resultados
Los resultados oficiales de los movimientos políticos fueron declarados el 15 de marzo de 2013, en donde se confirmó que ningún candidato del movimiento Ruptura 25 pudo alcanzar un escaño en la asamblea, incluida Rodríguez. El oficialismo (Alianza País), consiguió más de 100 escaños en las elecciones, alcanzando mayoría parlamentaria en la asamblea.

### Invitación del presidente y reunión histórica LGBTI

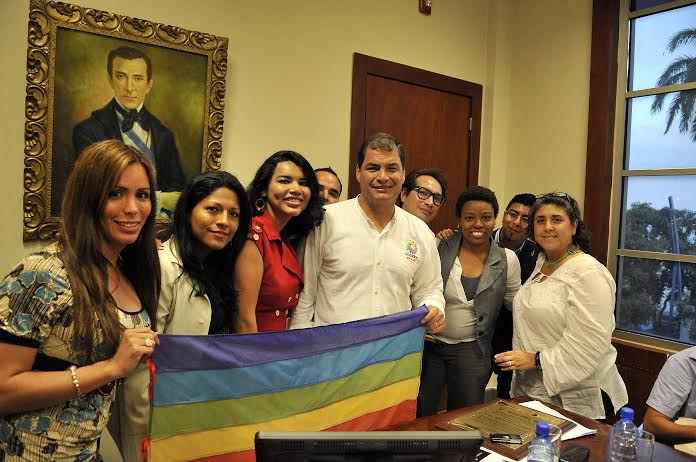
Reunión con el presidente Rafael Correa, encabezada por Diane Rodríguez.

En mayo del 2013, se concreta una invitación especial, que hace el primer mandatario, a su primer cambio de guardia presidencial de su nuevo periodo en Carondelet.
La reunión posterior con los GLBTI, generó acuerdos que comprendían garantías en acceso a justicia, salud, educación y empleo para las poblaciones de la diversidad en Ecuador, que finalmente pasaron a ser acuerdos concretos como el numerado #21525. La reunión con el presidente Rafael Correa y la diversidad sexual fue catalogada como exitosa por varios medios locales. El presidente de Ecuador en el enlace ciudadano del 14 de diciembre la calificó igualmente de productiva.

### Unión de hecho homosexual
Luego de la reunión mantenida el 18 de agosto del 2014 con los Colectivos GLBTI, el presidente ecuatoriano anunció, en el enlace ciudadano número 387, el registro de las uniones de hecho de las personas del mismo sexo como estado civil.
El 15 de septiembre del 2014, no solo se materializa uno de los acuerdos con las poblaciones GLBTI encabezados por esta activista, sino que se precede legalmente, con la primera unión de hecho de una pareja transexual en Ecuador. El derecho a la unión de hecho, que inclusive se materializó como un estado civil al igual que el matrimonio de Ecuador, estuvo acompañado por protestas de grupos fundamentalistas.
La unión civil, que no solo beneficia a homosexuales sino también a heterosexuales, «e inclusive genera los mismos derechos que el matrimonio civil», tuvo tanto impacto que no solo fue noticia a nivel continental, puesto que el derecho obtenido fue difundido inclusive en países no americanos.

## Defensa de derechos LGBT

### Caso Trans y Sweet & Coffee
El 7 de enero del 2014, Diane Rodríguez presentó una querella legal en la defensoría del pueblo del Ecuador en contra de la cadena de cafeterías Sweet & Coffee, por despedir intempestivamente a dos transexuales que laboran en dicha empresa, el 28 de diciembre del 2013, cuando las susodichas asistían a la fiesta de Navidad de la empresa. El proceso llegó hasta las últimas instancias, logrando que la empresa pidiera las disculpas públicas necesarias por el acto de discriminación gracias al acompañamiento de la activista.

### Caso Teleamazonas
Con la reciente aprobada Ley Orgánica de Comunicación en Ecuador, la activista hace de procuradora común de 33 organizaciones afroecuatorianas, indígenas, montubios, mujeres, GLBTI, etc. al convocarlos y crear la plataforma nacional de derechos humanos en abril del 2014, para posterior presentar una querella legal contra programas de humor, farándula, variedades, etc. que influencian en el estigma y discriminación de estos grupos. La Defensoría del Pueblo del Ecuador se convirtió en el ente veedor para la queja interpuesta, para posterior la Superintendencia de Información y comunicación (Supercom), elaborar un informe técnico probatorio.
Luego de la queja, a su paso se unen más organizaciones formando así cerca de 49 colectivos que apoyan el proceso legal contra las cápsulas cómicas. El actor David Reinoso amenazó a la organización y a la activista con iniciar una acción legal contra ellos, por supuesto «daño a la imagen» de los programas cómicos que el produce.
El 6 de octubre del 2014, la activista cierra este capítulo litigante contra la corporación mediática y cómica del Ecuador, al sentar un precedente legal a favor de la comunidad LGBTI. El informe del Consejo de Regulación y Desarrollo de la Información y Comunicación (Cordicom), estableció una resolución en la que señala que se discriminó a la comunidad GLBTI por razones de orientación sexual, permitiendo de esta forma a la Superintendencia de Información y Comunicación (Supercom), emitir el dictamen Final.

### Amenazas de muerte
En febrero del 2012, fue secuestrada al salir de las oficinas de Silueta X, durante el lapso de cuatro horas. Front Line Defenders, una organización de derechos humanos, denunció amenazas de muerte contra  Rodríguez, que llegó al punto de refugiarse en la clandestinidad el 1 de noviembre de 2014. Las amenazas no solo han sido descriptivas, sino que muestran un exhaustiva búsqueda contra la activista.
En marzo de 2017, nuevamente recibió amenazas a consecuencia de su participación política. En octubre del mismo año denunció públicamente junto a miembros de la Asociación Silueta X, amenazas contra ella y su familia. Dichas amenazas aparentemente surgen de grupos fundamentalistas y neonazis:
"Ellos envían mensajes de whatsapp donde utilizan mi imagen y dicen que yo soy Sodoma y Gomorra, que para acabar con el problema de raíz hay que quemarme con leña verde, mi familia está en peligro, me siento amenazada (...) Recibimos imágenes de gente mutilada, decapitados y con símbolos nazis, por eso creemos que se trata de un grupo neonazi”